# 月〜金ラヂオ 2時6時
月～金ラジオ2時6時（げつきんラジオにじろくじ）は、AM岐阜ラジオで放送されていたラジオ番組である。
2009年より現在のタイトルになった。それ以前は「月～金ラヂオ2時6時」だった。

## 概要
2005年4月から2007年3月30日まで放送されていた『きょうもそう快!BUNBUNラジオ』と『ゆうやけラジオ』を統合した番組である。
2015年3月27日をもって終了した。後番組は『お茶の間ステーション2時6時』。

## 出演者
- 本地洋一（月〜金曜）

元BUNBUN木曜日担当。
以前は水・木担当。本地・早苗コンビは2005年4月から2015年3月まで10年間担当した。本地＆早苗コンビではボケ役的存在。
- 吉田早苗（月〜金曜）

元BUNBUN木・金曜日担当。アシスタント的存在で、本地アナの突っ込み役。初回の放送で本地・伴をおじいさん呼ばわりしていた。

## リポーター
- 源元弓子（月曜）
- 藤村恵理（火曜）
- 竹内万理（水曜）
- 竹村嘉美（木曜）
- 深見志保（金曜）

## 過去の出演者
- 戸井康成（月曜）

元BUNBUN月曜日担当。月曜午後ワイド担当4年目
- 小松肇（火曜）
- 伴良一（金曜）

三重県出身の歌手。同局の夏の特番に出演した。

## タイムテーブル
- 斜体はBUNBUNから継承しているコーナー
- 14:00 オープニング
- 14:10 マナーびましょ!（月）、暮らしのQ&へぇ～。（火・水）、幸福方程式（木）、スポーツの楽しみ方（金）
- 14:20 2時のリポート 耳からごっくん
- 14:30 花キューピット（火）、すこやか介護（木）
- 14:55 岐阜新聞ニュース
- 15:15 ラジオ伝言板
- 15:25 マギーの明日のホロスコープ
- 15:30 シネマナビゲーション(木),合掌!早苗の知恵袋(金)
- 15:40 3時のリポート
- 16:00 みんなのメモリアルデー／スポーツストレート・ナウ／今日のニュース／夕刊早耳タイム
- 16:45 トヨタミュージックドライブ
- 17:00 県政の窓（月～水）・ラジオホームドクター（木・金）
- 17:10 きょうの夕刊から
- 17:35 僕の時間・私の時間

## ジングル
出演者名をいい、同番組の音楽が流れる。戸井・小松・本地・伴は『戸井康成or小松肇or本地洋一or伴良一と』、吉田早苗は『吉田早苗の』と言い、番組のジングルが流れる。